# Don Hahn
Donald Paul Hahn, detto Don (Chicago, 26 novembre 1955), è un produttore cinematografico e regista statunitense.
A lui è attribuita la produzione di alcuni dei film d'animazione di maggior successo della storia recente.

## Biografia
Quando Hahn aveva tre anni, la sua famiglia si trasferì a Bellflower, dove andò a scuola e girò i suoi primi cortometraggi animati nel club cinematografico del liceo. La sua famiglia si è poi trasferita a Burbank, quando era un adolescente, diplomandosi alla North Hollywood High School nel 1973 e laureandosi in belle arti alla Cal State Northridge.

### Carriera cinematografica
Ha iniziato la sua carriera nell'animazione lavorando per Wolfgang Reitherman come assistente alla regia su Red e Toby nemiciamici e ha lavorato a stretto contatto con il regista (all'epoca animatore) Don Bluth nella produzione di Elliott, il drago invisibile. Successivamente è diventato direttore di produzione di Taron e la pentola magica e Basil l'investigatopo prima di passare come produttore associato di Chi ha incastrato Roger Rabbit.
Successivamente è diventato il produttore della pietra miliare d'animazione La bella e la bestia, primo film d'animazione ad essere nominato all'Oscar come miglior film. La sua produzione successiva, Il re leone, ha stabilito record al botteghino mondiale per un film d'animazione ed è diventato rapidamente il film d'animazione tradizionale con il maggior incasso della storia.

## Filmografia

### Produttore
- Una grossa indigestione (Tummy Trouble), regia di Rob Minkoff e Frank Marshall (cortometraggio, 1989)
- La bella e la bestia (Beauty and the Beast), regia di Gary Trousdale e Kirk Wise (1991)
- Il re leone (The Lion King), regia di Rob Minkoff e Roger Allers (1994)
- Il gobbo di Notre Dame (The Hunchback of Notre Dame), regia di Gary Trousdale e Kirk Wise (1996)
- Atlantis - L'impero perduto (Atlantis: The Lost Empire), regia di Gary Trousdale e Kirk Wise (2001)
- La casa dei fantasmi (The Haunted Mansion), regia di Rob Minkoff (2003)
- One by One, regia di Pixote Hunt (cortometraggio, 2004)
- La piccola fiammiferaia (The Little Matchgirl), regia di Roger Allers (cortometraggio, 2006)

### Produttore esecutivo
- Le follie dell'imperatore (The Emperor's New Groove), regia di Mark Dindal (2000)
- Lorenzo, regia di Mike Gabriel (cortometraggio, 2004)
- Earth - La nostra Terra (Earth), regia di Alastair Fothergill e Mark Linfield (documentario, 2007)
- La vita negli oceani (Océans), regia di Jacques Perrin e Jacques Cluzaud (documentario, 2009)
- African Cats - Il regno del coraggio (African Cats), regia di Alastair Fothergill e Keith Scholey (documentario, 2011)
- Chimpanzee, regia di Alastair Fothergill e Mark Linfield (documentario, 2012)
- Frankenweenie, regia di Tim Burton (2012)
- Maleficent, regia di Robert Stromberg (2014)
- La bella e la bestia (Beauty and the Beast), regia di Bill Condon (2017)
- Wonder Park, regia di Dylan Brown (2019)

### Assistente di produzione
- L'asinello (The Small One), regia di Don Bluth (cortometraggio, 1978)
- Canto di Natale di Topolino (Mickey's Christmas Carol), regia di Burny Mattinson (cortometraggio, 1983)

### Regista
- Fantasia 2000, (sequenze live-action, 1999)
- Il risveglio della magia (Waking Sleeping Beauty), (documentario, 2009)
- Hand Held, (documentario, 2010)
- Howard - La vita, le parole (Howard), (documentario, 2018)

## Premi
Premi Oscar
- 1992 - Nomination al miglior film per La bella e la bestia
- 2007 - Nomination al miglior cortometraggio d'animazione per La piccola fiammiferaia

Golden Globe
- 1992 - Miglior film commedia o musicale per La bella e la bestia
- 1995 - Miglior film commedia o musicale per Il re leone